# Вемерс, Пит
Петрюс Йоханнес (Пит) Вемерс (нидерл. Petrus Johannes "Piet" Weemers, 9 апреля 1946, Эйндховен, Нидерланды) — нидерландский хоккеист (хоккей на траве), полузащитник.

## Биография
Пит Вемерс родился 9 апреля 1946 года в нидерландском городе Эйндховен.
Играл в хоккей на траве за ХТКК из Эйдховена. В 1971 году в его составе стал чемпионом Нидерландов.
В 1968 году вошёл в состав сборной Нидерландов по хоккею на траве на Олимпийских играх в Мехико, занявшей 5-е место. Играл на позиции полузащитника, провёл 5 матчей, забил 1 мяч в ворота сборной Малайзии.
В 1971 году в составе сборной Нидерландов участвовал в первом чемпионате мира в Барселоне.
В 1972 году вошёл в состав сборной Нидерландов по хоккею на траве на Олимпийских играх в Мехико, занявшей 4-е место. Играл на позиции полузащитника, провёл 9 матчей, мячей не забивал.
В течение карьеры провёл за сборную Нидерландов 46 матчей, последний из них — в 1973 году.
Впоследствии работал преподавателем спорта в Эйндховене.